# Klaus Schlesinger

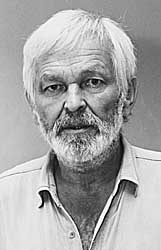
Klaus Schlesinger (1995)

Klaus Schlesinger (* 9. Januar 1937 in Berlin; † 11. Mai 2001 ebenda) war ein deutscher Schriftsteller und Journalist.

## Leben

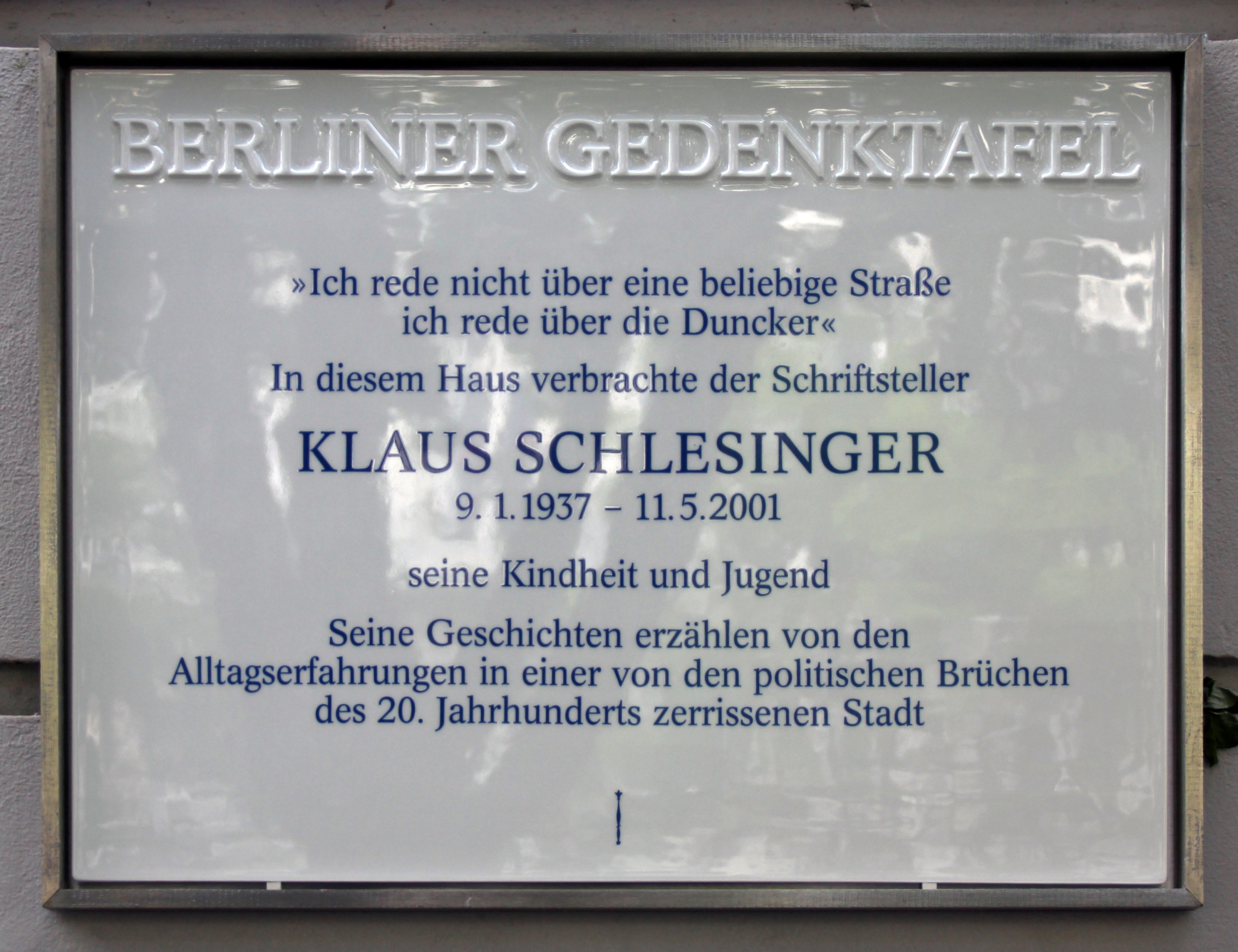
Berliner Gedenktafel am Haus, Dunckerstraße 4, in Berlin-Prenzlauer Berg

Klaus Schlesinger wuchs in Berlin-Prenzlauer Berg auf. Sein Vater, Expeditionsgehilfe beim Ullstein Verlag, galt seit dem Ende des Zweiten Weltkrieges als verschollen und wurde später für tot erklärt. Schlesinger absolvierte von 1951 bis 1957 eine Ausbildung als Chemielaborant und begann daneben von 1956 bis 1957 ein Studium als Chemieingenieur in West-Berlin, das er abbrechen musste. Danach arbeitete er als Lebensmittelchemiker und von 1958 bis 1964 als Chemielaborant am Institut für Virologie der Ost-Berliner Charité.
Von 1964 bis 1965 nahm Klaus Schlesinger an einem Kurs zur literarischen Reportage teil, den die Zeitschrift Neue Berliner Illustrierte unter der Leitung des in der DDR lebenden Schweizer Journalisten und Schriftstellers Jean Villain veranstaltete. Weitere Teilnehmer waren unter anderem Landolf Scherzer, Axel Kaspar, Anne Dessau und Gert Prokop. 1965 wurde er bei der NBI entlassen. Nach einem Verfahren wegen Urheberrechtsverletzung wurden seine journalistischen Arbeiten bis 1968 nicht mehr veröffentlicht.
Von 1968 bis 1971 hatte Schlesinger einen Fördervertrag beim Hinstorff Verlag in Rostock für die Fertigstellung seines Romans Michael. 1972 absolvierte Schlesinger einen Fernkurs am Literaturinstitut „Johannes R. Becher“ in Leipzig und wurde 1973 Mitglied des Schriftstellerverbandes der DDR.
Die gemeinsam mit Ulrich Plenzdorf und Martin Stade im Selbstverlag geplante Veröffentlichung einer Anthologie junger DDR-Autoren unter dem Arbeitstitel Berliner Geschichten wurde von dem Ministerium für Staatssicherheit durch gezielte „operative Maßnahmen“ verhindert. Schlesinger wurde seit dieser Zeit von der Staatssicherheit observiert.
1974/1975 organisierte Schlesinger mit Bettina Wegner, mit der er von 1970 bis 1982 verheiratet war, zunächst die Veranstaltungsreihe Eintopp mit Literatur, Musik und Gesprächen bis zu ihrem Verbot und danach die Reihe Kramladen, die „aus technischen Gründen“ von staatlicher Seite geschlossen wurde.
Nach Beteiligung an mehreren Protestschreiben (gegen die Ausbürgerung Wolf Biermanns 1976, für die im Zusammenhang der Biermann-Proteste Verhafteten 1977 und gegen die Anwendung des Devisengesetzes gegen Robert Havemann, Wolfgang Hilbig und Stefan Heym), wurde Schlesinger am 7. Juni 1979 – gemeinsam mit Kurt Bartsch, Adolf Endler, Stefan Heym, Karl-Heinz Jakobs, Klaus Poche, Rolf Schneider, Dieter Schubert und Joachim Seyppel – aus dem DDR-Schriftstellerverband ausgeschlossen.
Daraufhin übersiedelte er 1980 mit einem dreijährigen Reisevisum nach West-Berlin. Dort war er von 1982 bis 1992 in der Hausbesetzer-Szene (Potsdamer Straße) aktiv. Er wohnte im K.O.B. (Potsdamer Str. 157), wo damals auch Frank Nordhausen wohnte.

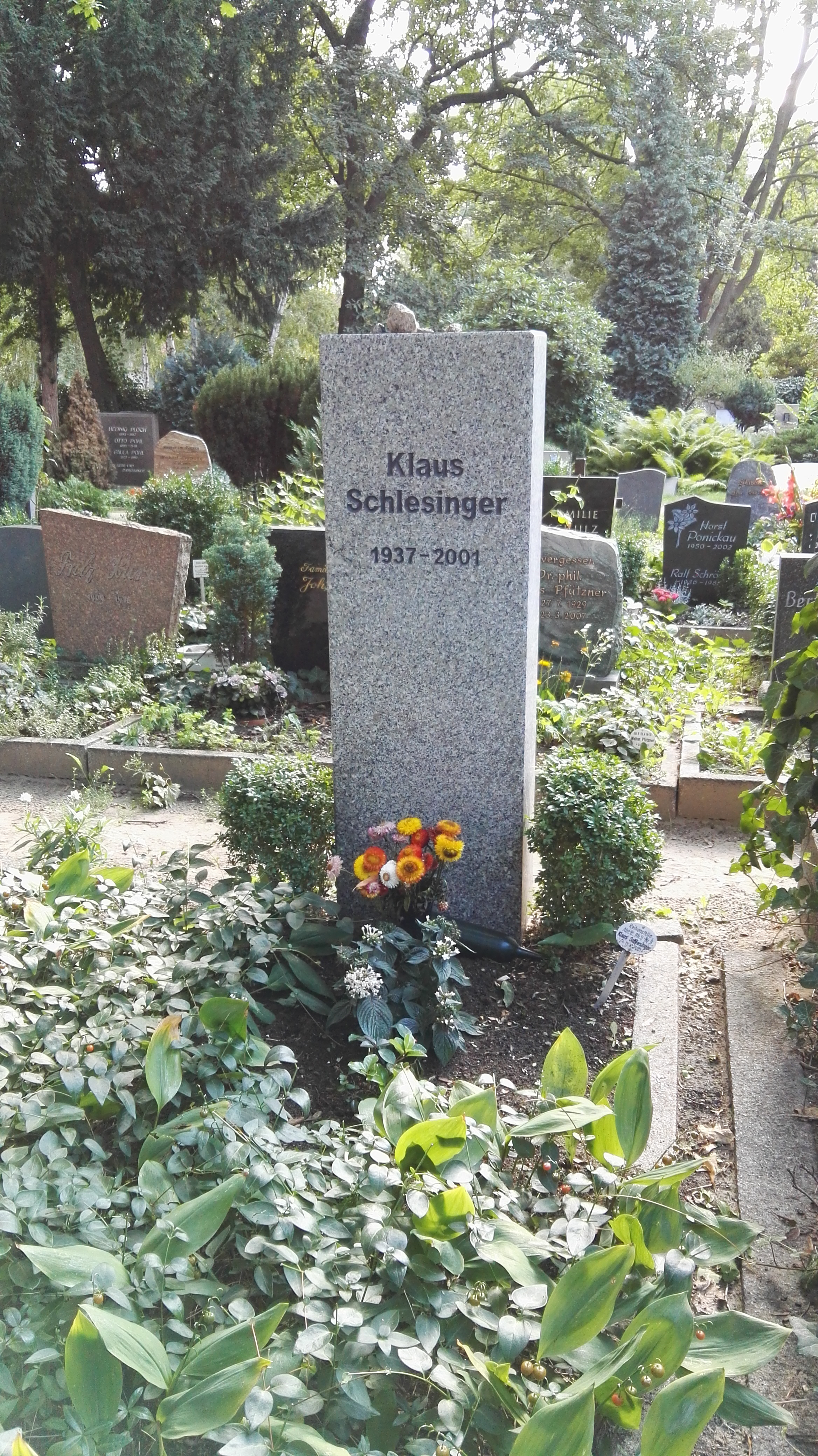
Grabstätte

Im Jahr 2000 wurde Schlesinger Mitglied der Akademie der Künste und erhielt den Erich-Fried-Preis (Laudator: György Dalos). Im Jahr 2001 heiratete er Daisy Böhme. Am 11. Mai 2001 starb er in Berlin an Leukämie. Klaus Schlesinger wurde neben Heinrich Greif auf dem Französischen Friedhof beigesetzt.
Am 11. Mai 2013 wurde vor seinem ehemaligen Wohnhaus, Berlin-Prenzlauer Berg, Dunckerstraße 4, eine Berliner Gedenktafel enthüllt. Er hinterließ zwei Söhne, David Schlesinger aus der Ehe mit Ruth Schlesinger und Jakob Schlesinger aus der Ehe mit Bettina Wegner.

## Werke

### Bücher
- David. Erzählung. In: neue deutsche literatur. 1960.
- Michael. Hinstorff Verlag, Rostock 1971, DNB 740157183 (auch: Capellos Trommel).
- Hotel oder Hospital. Hinstorff Verlag, Rostock 1973, DNB 740373145 (auch: Südstadtkrankenhaus Rostock).
- Ikarus. Film-Szenarium. Henschel-Verlag Kunst und Gesellschaft, Ost-Berlin 1975, DNB 760107874.
- Alte Filme. Hinstorff Verlag, Rostock 1975, DNB 760035466 (Auch u.d.T.: Alte Filme. Eine Berliner Geschichte. Lizenzausgabe. S. Fischer, Frankfurt am Main 1976, ISBN 3-10-070101-1. U.d.T.: Alte Filme. Erzählung (= Aufbau-Taschenbücher. 1582). Aufbau-Taschenbuch-Verlag, Berlin 1999, ISBN 3-7466-1582-8).
- Berliner Traum. 5 Erzählungen. Hinstorff Verlag, Rostock 1977, DNB 780116348.
- Leben im Winter. S. Fischer Verlag, Frankfurt am Main 1980, ISBN 3-10-070103-8.
- Matulla und Busch. S. Fischer Verlag, Frankfurt am Main 1984, ISBN 3-596-22337-7.
- Fliegender Wechsel. Eine persönliche Chronik. S. Fischer Verlag, Frankfurt am Main 1990, ISBN 3-10-070105-4.
- Ulrich Plenzdorf, Klaus Schlesinger, Martin Stade (Hrsg.): Berliner Geschichten. „Operativer Schwerpunkt Selbstverlag“; eine Autoren-Anthologie: wie sie entstand und von der Stasi verhindert wurde. Suhrkamp Verlag, Frankfurt am Main 1995, ISBN 3-518-38756-1.
- Die Sache mit Randow. Roman. Aufbau-Verlag, Berlin 1996, ISBN 3-351-02367-7.
- Von der Schwierigkeit, Westler zu werden. Aufbau-Verlag, Berlin 1998, ISBN 3-7466-1448-1.
- Trug. Roman. Aufbau-Verlag, Berlin 2000, ISBN 3-351-02385-5.
- Die Seele der Männer. Aufbau-Verlag, Berlin 2003, ISBN 3-351-02965-9 (posthum veröffentlicht).
- Der Verdacht. Eine Kleist-Novelle. Quintus, Berlin 2019, ISBN 978-3-947215-52-2 (posthum veröffentlicht).

### Kurzgeschichten
- Der Tod meiner Tante
- Neun

### Hörspiele
- Es fing so einfach an, Erstsendung: Radio DDR II, 28. September 1965
- Niedergang des Kleinhandels, Erstsendung: SFB, 1. Dezember 1979
- Leben im Winter, Erstsendung: SDR, 26. Januar 1986
- Felgentreu, Erstsendung: SFB, 22. November 1986
- Marco mit c. wie Marco Polo, Erstsendung: SDR, 24. Mai 1987
- Zeugnis ablegen. Die Tagebücher des Victor Klemperer 1933–1945. Aufbau-Verlag, Berlin 1996, ISBN 3-351-02395-2 (6 CDs. Mit Udo Samel, Funkbearbeitung Klaus Schlesinger, Regie Peter Groeger).
- Leben sammeln. Die Tagebücher des Victor Klemperer 1918–1932. Aufbau-Verlag, Berlin 1997, ISBN 3-351-02396-0 (3 CDs. Mit Udo Samel, Funkbearbeitung Klaus Schlesinger, Regie Peter Groeger).
- Zwischen allen Stühlen. Die Tagebücher des Victor Klemperer 1945–1959. Aufbau-Verlag, Berlin 1999, ISBN 3-89813-025-8 (3 CDs. Mit Udo Samel, Funkbearbeitung Klaus Schlesinger, Regie Peter Groeger).
- Trug. Der Audio-Verlag, Berlin 2001, ISBN 3-89813-138-6 (1 CD. Hörspielbearbeitung Sigrid Schleede, Regie: Karlheinz Liefers).

## Verfilmungen
- 1975: Ikarus, Spielfilm (DEFA), Regie: Heiner Carow
- 1979: Kotte, Fernsehfilm (ZDF), Regie: Horst Flick (nach Alte Filme[2])
- 1982: Leben im Winter, Fernsehfilm (ZDF), Regie: Hartmut Griesmayr (nach Leben im Winter)
- 1990: Die Frosch-Intrige, Fernsehfilm (ZDF), Regie: Hartmut Griesmayr
- 1995: Matulla und Busch, Fernsehfilm (ORB, SFB, MDR), Regie: Matti Geschonneck

## Auszeichnungen
- 1965: Preis des Staatlichen Rundfunkkomitees (für das Jugendhörspiel Es fing alles so einfach an)
- 1972: Mara-Cassens-Preis „Der erste Roman“ von der Neuen literarischen Gesellschaft, Hamburg
- 1986: Ernst-Reuter-Preis für die Fernsehverfilmung von Leben im Winter
- 1996: Stipendium im Schloss Wiepersdorf (Hörfunkbearbeitung der Tagebücher Victor Klemperers)
- 2000: Erich-Fried-Preis